# 奥林帕斯峭壁
奥林帕斯峭壁（Olympus Rupes）是沿着火星上最大的山脉，也是太阳系中最大的火山-奥林帕斯山北面的一系列悬崖，它构成了该山脉的北侧边界。奥林帕斯峭壁是火星表面一系列连续的地质断层，其中心坐标位于北纬23.28度、东经230.91度处，该名称于1976年获得国际天文学联合会批准。
奥林帕斯山是古希腊神话中众神居住的地方。